# 三脉耳草
三脉耳草（学名：Hedyotis trinervia）为茜草科耳草属下的一个种。產於海南、越南北部、印度尼西亞（辦門答臘、爪哇）、馬來西亞、斯里蘭卡、印度和熱帶非洲。

## 扩展阅读
- 維基物種上的相關：三脉耳草